# Дамасо Алонсо
Дамасо Алонсо (на испански: Dámaso Alonso) е испански филолог академик, литературен критик, преводач и поет, автор на произведения в жанра лирика и документалистика (филология). Част е от литературната група писатели Поколение '27.

## Биография и творчество
Дамасо Алонсо и Фернандес де лас Редондас е роден на 22 октомври 1898 г. в Мадрид, Испания. В ранното си детство живее във Фелгуера, където баща му работи като минен инженер. Баща му умира от туберкулоза, когато Дамасо е двегодишен. Завършва средното си образование през 1914 г. в йезуитския колеж „Ел Рекуердо“ в Мадрид. В периода 1917 – 1918 г. следва в университета на августинците в Ел Ескориал. През лятото се запознава с писателя Висенте Алейксандре и се запознама с творчеството на поетите Рубен Дарио и Хуан Рамон Хименес. Това го насочва към кариера в литературата и той следва право в юридическия факултет (където завършва през 1919 г.) и испанска филология във факултета по философия и литература на университета на Мадрид (където завършва през 1921 г.), а по-късно, през 1928 г., получава докторска степен  с дисертация върху творчеството на Луис де Гонгора.
Работи и специализира в Центъра за исторически изследвания в Мадрид и участва активно в дейностите на Студентската резиденция, където се сприятелява с Федерико Гарсия Лорка, Луис Бунюел, Пепин Бело, Салвадор Дали, Рафаел Алберти и Луис Сернуда. В периода 1921 – 1923 г. е преподавател в Берлинския университет, а в периодите 1924 – 1926 г. и 1928 – 1929 г. е преподавател по испански език в Кеймбриджкия университет. По това време прави правод на на „Портрет на художника като млад“ от Джеймс Джойс, с когото си кореспондира.
През 1926 г. присъства на основополагащия акт на Поколение '27 в Севиля. През 1929 г. се жени за филоложката и писателка Еулалия Галвариато и двамата заминават като преподаватели в Съединените щати. Преподават в Станфордския университет и в Хънтър Колидж на Колумбийския университет. През 1931 г. отиват в Англия, където до 1933 г. преподава в Оксфордския университет. После е преподавател в университета на Валенсия и университета на Барселона. В периода 1935 – 1936 г., след като е обявен за член-кореспондент на Испанското общество, работи в областта на романската филология в университета на Лайпциг.
В началото на гражданската война в Испания, заедно с Хосе Ортега и Гасет, намира убежище в Студентската резиденция, а останалата част от войната прекарва във Валенсия, където сътрудничи на списание „Испанско време“. След края на войната, през 1941 г. става ръководител на катедрата по романска филология в Мадридския университет. През 1944 г. получава наградата „Фастенрат“ от Кралската академия за испански език за изследване, в сътрудничество със съпругата си Еулалия Галвариато, върху творчеството на Свети Йоан Кръстни.
През 1945 г. е избран за член на Испанското общество, през 1948 г. става член на Кралската испанска академия, а през 1959 г. на Кралската академия по история. През 1951 и 1954 г. отново пътува до САЩ, където води курсове като гост-професор в Йейлския университет, Харвардския университет и др. През 1962 г. става член на Американското философско общество. Пенсионира се през 1968 г. и е избран за директор на Кралската езикова академия, която ръководи до 1982 г. Обявен е за почетен член на Мексиканската езикова академия през 1973 г. През 1978 г. получава наградата „Мигел де Сервантес“, най-високото отличие в света на испанската литература.
Литературната му кариера може да бъде разделена на две части. Първите му стихосбирки: „Чисти стихове“ от 1921 г., „Градски поеми“ и „Вятърът и стихът“ от 1925 г. се считат за ранния му период на минимализъм. Зрялото му творчество, в по-свободен и сложен стил, е белязано от стихосбирките „Деца на гнева“ (1944) отразяваща мъката му от гражданската война, „Тъмна вест“ (1944), „Човек и Бог“ (1955) и др. По-късната му поезия има агностични насоки. Като литературен критик влиянието му е значително с изучаването на испанската барокова поезия, и особено по отношение творчеството на Луис де Гонгора.
Дамасо Алонсо умира от инфаркт на 25 януари 1990 г. в Мадрид.

## Произведения

### Поезия
- Poemas puros (1921)[1][2][4]
- Poemillas de la ciudad (1925)
- El viento y el verso (1925)[3]
- Hijos de la ira. Diario íntimo (1944)
- Oscura noticia (1944)
- Hombre y Dios (1955)
- Tres sonetos sobre la lengua castellana (1958)
- Poemas escogidos (1969)
- Gozos de la vista. Poemas puros. Poemillas de la ciudad. Otros poemas (1981)
- Antología de nuestro monstruoso mundo. Duda y amor sobre el Ser Supremo (1985)
- Álbum. Versos de juventud (1993)
- Verso y prosa literaria (1993)

на български език
- Безсъние (стихотворение), сп. „Хермес“ (2007), прев. Вячеслав Остър
- Безсъница (стихотворение), сп. „Алтера“ (2008), прев. Нева Мичева

### Филология и литературна критика
- La lengua poética de Góngora (1935)[1][2][3][4]
- La Poesía de San Juan de la Cruz (1942)
- Poesía española: Ensayo de métodos y límites estilísticos (1950)
- Poetas españoles contemporáneos (1952)
- Estudios y ensayos gongorinos (1955)
- De los siglos oscuros al de Oro (1958)
- Góngora y el Polifemo (1960)
- En torno a Lope (1972)

### Преводи
- „Портрет на художника като млад мъж“ от Джеймс Джойс (1926)[2]
- Стихове на Джерард Менли Хопкинс (1948)
- Стихове на Томас Стърнз Елиът (1948)